# Aselgeia rhodesiana
Aselgeia rhodesiana är en insektsart som beskrevs av Synave 1979. Aselgeia rhodesiana ingår i släktet Aselgeia och familjen Dictyopharidae. Inga underarter finns listade i Catalogue of Life.